# Gaetano Mercurio
Pour les articles homonymes, voir Mercurio (homonymie).
Gaetano Mercurio (Palerme, v. 1730 - 1790) est un peintre italien du Settecento.

## Biographie
Gaetano Mercurio s'est formé auprès du peintre de l'ordre des capucins Fedele Tirrito di San Biagio, puis est parti à Rome auprès de  Tommaso Conca.
Le premier document attestant de son activité date de 1778, à l'époque il peignit pour l'église de Castelbuono La Vierge apparaissant à saint Jean et La Vierge apparaissant à saint Eligius.
Il avait deux enfants Antonio (1750 - v. 1800) et Gioacchino (1758 - v. 1808), eux aussi peintres.

## Œuvres
- La Vierge apparaît à saint Jean apôtre et La Vierge apparaît à san Eligio (1778), église paroissiale de Castelbuono
- Esther, Judith, David et saint Jean Apôtre, chapelle de l'Immacolata, Matrice Nuova, Castelbuono
- San Luigi Gonzaga recevant la communion du cardinal Bellarmino et Jésus-Christ communiant la Vierge Marie, chapelle du Sacrement, Castelbuono

Église santa Maria Nuova, Chiaramonte Gulfi
- Sainte Famille
- Sainte Lucie
- Nativité de Marie
- San Francesco di Paola
- Anime purganti